# Shaft w Afryce
Shaft w Afryce – amerykański kryminał z 1973 roku. Ostatnia część trylogii Shafta (1971-1973).

## Główne role
- Richard Roundtree jako John Shaft
- Frank Finlay jako Amafi
- Vonetta McGee jako Aleme
- Neda Arnerić jako Jazar